# Le Lou-du-Lac
Le Lou-du-Lac är en kommun i departementet Ille-et-Vilaine i regionen Bretagne i nordvästra Frankrike. Kommunen ligger i kantonen Montauban-de-Bretagne som tillhör arrondissementet Rennes. År 2018 hade Le Lou-du-Lac 97 invånare.

## Befolkningsutveckling
Antalet invånare i kommunen Le Lou-du-Lac
Referens:INSEE